# Lies Lies Lies
«Lies Lies Lies» — песня американского кантри-певца Моргана Уоллена. Она была выпущена 5 июля 2024 года на кантри-радио в качестве первого сингла из предстоящего четвёртого студийного альбома Уоллена I’m the Problem. Песню написали Джесси Джо Диллон, Джош Миллер, Дэниел Росс и Крис Томпкинс.

## История
В честь годовой годовщины выхода своего третьего студийного альбома One Thing at a Time Уоллен выпустил цифровой сборник Abbey Road Sessions, включающий семь концертных записей, записанных в Studio Two лондонской студии Abbey Road 3 марта 2024 года. В набор вошло первое полное исполнение песни «Lies Lies Lies». Ранее он дебютировал с этой песней без названия во время акустического сета для iHeartRadio в SoHo House в Нашвилле, штат Теннесси, 21 февраля в сопровождении коллег-вокалистов Харди и Эрнеста. 2 мая он впервые исполнил песню вживую в рамках своего тура One Night at a Time в Нашвилле, которую Billboard назвал «тоскующей балладой». В последующие недели Уоллен исполнил песню ещё двенадцать раз. Во время выступления в Вирджиния-Бич 7 июня он объявил, что песня будет выпущена в качестве сингла 4 июля, что совпадёт с его выступлением на фестивале BST Hyde Park в Лондоне в тот же день.

## Композиция
Песня «Lies Lies Lies» затрагивает темы «разбитого сердца и обмана» через «пронзительную» лирику, когда певец борется с хаотичными романтическими отношениями. Уоллен умоляет о примирении со своим партнёром и боится искушения употребить алкоголь в процессе. Считается, что эта песня подчёркивает грубость выступлений Уоллена.

## Коммерческий успех
Песня дебютировала на 7-м месте в американском хит-параде Billboard Hot 100 20 июля 2024 года. Песня стала 10-й для Уоллена в топ-10 Hot 100 и седьмой для дебюта в этом чарте. В этом десятилетии он присоединился к 10 другим исполнителям, имевшим не менее десяти хитов в топ-10. В ноябре песня возглавила кантри-чарт Billboard Country Airplay, став 15-м чарттоппером Уоллена и 5-м за один год (рекорд чарта после его запуска в 1990 году).

## Музыкальное видео
Морган Уоллен представил официальное лирик-видео на свой сингл «Lies, Lies, Lies», в котором он записывает любимый трек в студии, перемежая его кадрами из недавнего тура One Night At a Time. Новые визуальные эффекты появились всего через пару недель после потокового релиза «Lies, Lies, Lies», который состоялся в начале июля, после нескольких месяцев тизеров и живых выступлений. В клип на песню «Lies, Lies, Lies» вошли кадры со знаменательного концерта Моргана Уоллена на BST Hyde Park 2024 в Лондоне (Великобритания), который состоялся за день до официального релиза сингла. Шоу Моргана побило рекорд самого большого кантри-концерта в Великобритании: более 50 000 поклонников собрались на открытой площадке. Специальная акустическая запись этого трека была выпущена в рамках проекта Abbey Road Sessions, который был записан в одноимённой легендарной лондонской студии. После выхода официальной версии «Lies, Lies, Lies» трек поднялся на 7-е место в Billboard Hot 100, продлив всежанровое господство Моргана Уоллена в чартах после колоссального успеха «I Had Some Help» (с Post Malone), проведшего шесть недель на вершине Hot 100. Ожидается, что «Lies, Lies, Lies» станет лид-синглом нового альбома Моргана Уоллена.

## Чарты
| Чарт (2024)                                       | Высшая позиция |
| ------------------------------------------------- | -------------- |
| Австралия (ARIA)                                  | 28             |
| Австралия (Country Hot 50, The Music)             | 1              |
| Канада (Billboard Canadian Hot 100)               | 10             |
| Канада (Billboard Country)                        | 12             |
| Мир (Billboard Global 200)                        | 14             |
| Ирландия (IRMA)                                   | 48             |
| Новая Зеландия (RMNZ)                             | 2              |
| Норвегия (VG-lista)                               | 38             |
| Швеция (Heatseeker, Sverigetopplistan)            | 5              |
| Великобритания (UK Singles Chart)                 | 58             |
| Великобритания (UK Country Airplay, Radiomonitor) | 3              |
| США (Billboard Hot 100)                           | 7              |
| США (Billboard Country Airplay) ·                 | 1              |
| США (Billboard Hot Country Songs)                 | 3              |

| Чарт (2024)                      | Позиция |
| -------------------------------- | ------- |
| Canada (Canadian Hot 100)        | 64      |
| US Billboard Hot 100             | 50      |
| US Country Airplay (Billboard)   | 60      |
| US Hot Country Songs (Billboard) | 15      |